# Delābād
Delābād (persiska: دل آباد, Dilābād) är en ort i Iran.   Den ligger i provinsen Khorasan, i den östra delen av landet, 800 km öster om huvudstaden Teheran. Delābād ligger 2 058 meter över havet och antalet invånare är 283.
Terrängen runt Delābād är kuperad västerut, men österut är den platt. Runt Delābād är det glesbefolkat, med 12 invånare per kvadratkilometer. Närmaste större samhälle är Naqenj, 9,5 km öster om Delābād. Omgivningarna runt Delābād är i huvudsak ett öppet busklandskap.